# Sestao River Club
El Sestao River Club és un club de futbol basc de la ciutat de Sestao a Biscaia.

## Història
Va ser fundat l'any 1996, recollint el llegat històric del Sestao Sport Club, desaparegut aquell any per problemes econòmics. Adoptà els mateixos colors, verd i negre, i un escut molt similar al de l'antic club, a més del mateix estadi i seguidors. El mot River era l'àlies que rebia l'antic club, nom que feia referència a la rivalitat que tenia amb el veí Barakaldo Club de Fútbol, que pels seus colors és conegut com a Peñarol.

## Trajectòria del club

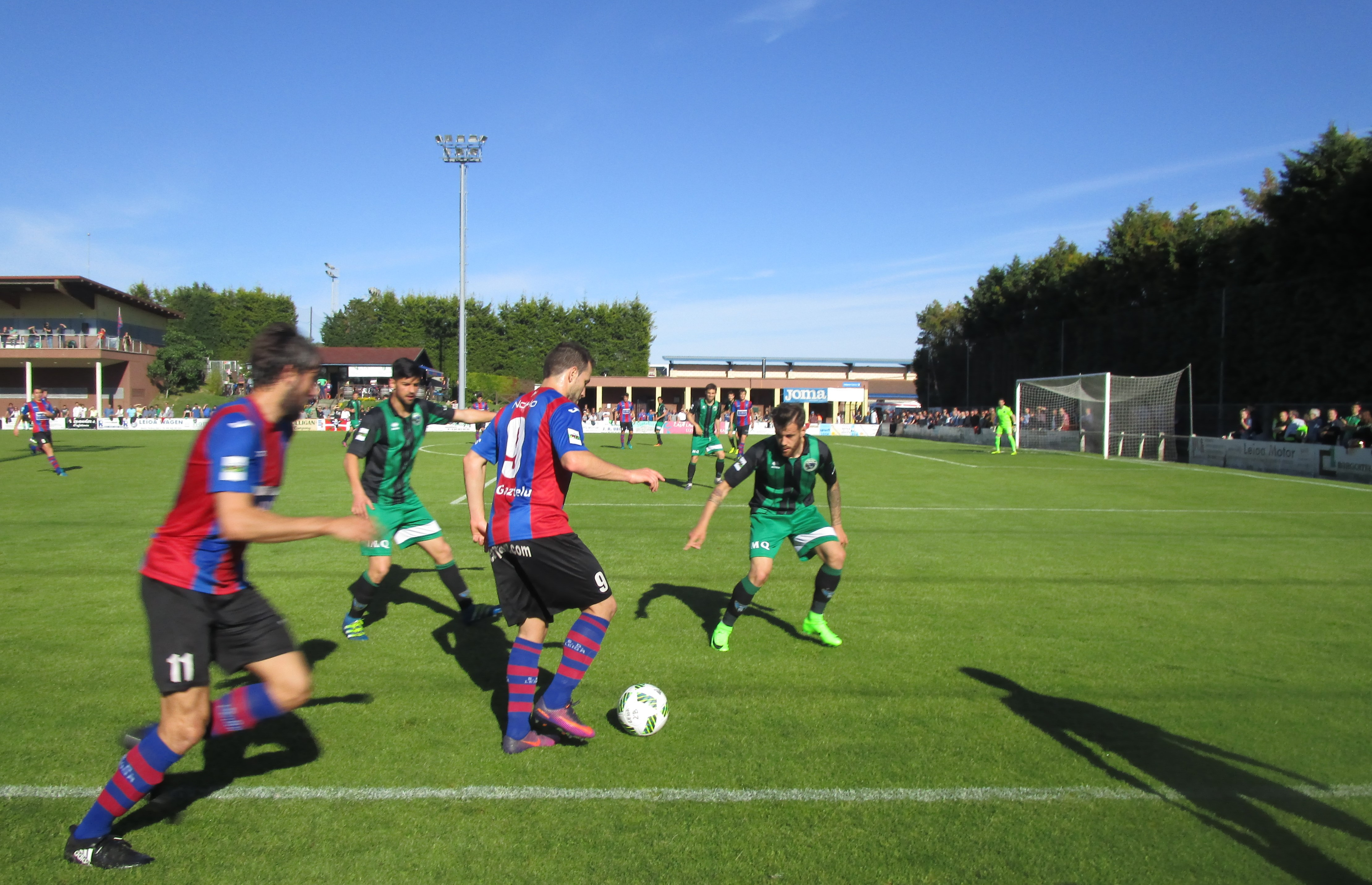
2017

- 1996-1999: Divisió d'honor biscaïna.
- 1999-2004: Tercera divisió.
- 2004-2005: Segona divisió B.
- 2005-2006: Tercera divisió.
- 2006- : Segona divisió B.

## Presidents
- Luís María Boada (1996-2003)
- José Carlos Garaizar (2003-¿?)

## Entrenadors
- Iñaki Zurimendi (1996-2002)
- Juan María Sañudo (2002-2003)
- Juan Carlos Pouso (2003-¿?)

## Dades del club
- Socis: 1590
- Pressupost: 459000 €
- Temporades a Segona divisió B: 3.
- Temporades a Tercera divisió: 6.
- Temporades a la Divisió d'honor biscaïna: 3.